# Elaphrus uliginosus
Elaphrus uliginosus là một loài bọ cánh cứng thuộc họ Carabidae đặc hữu của miền Cổ bắc và Cận Đông. Ở châu Âu, nó được tìm thấy ở Áo, Belarus, Bỉ, Bosna và Hercegovina, Đảo Anh, Bulgaria, Cộng hòa Séc, mainland Đan Mạch, Estonia, Phần Lan, chính quốc Pháp, Đức, Hungary, Ireland, chính quốc Ý, Kaliningrad, Latvia, Litva, Luxembourg, Moldova, Bắc Ireland, mainland Na Uy, Ba Lan, Nga, Slovakia, Slovenia, Thụy Điển, Thụy Sĩ, Hà Lan, Ukraina và Nam Tư.

## Hình ảnh

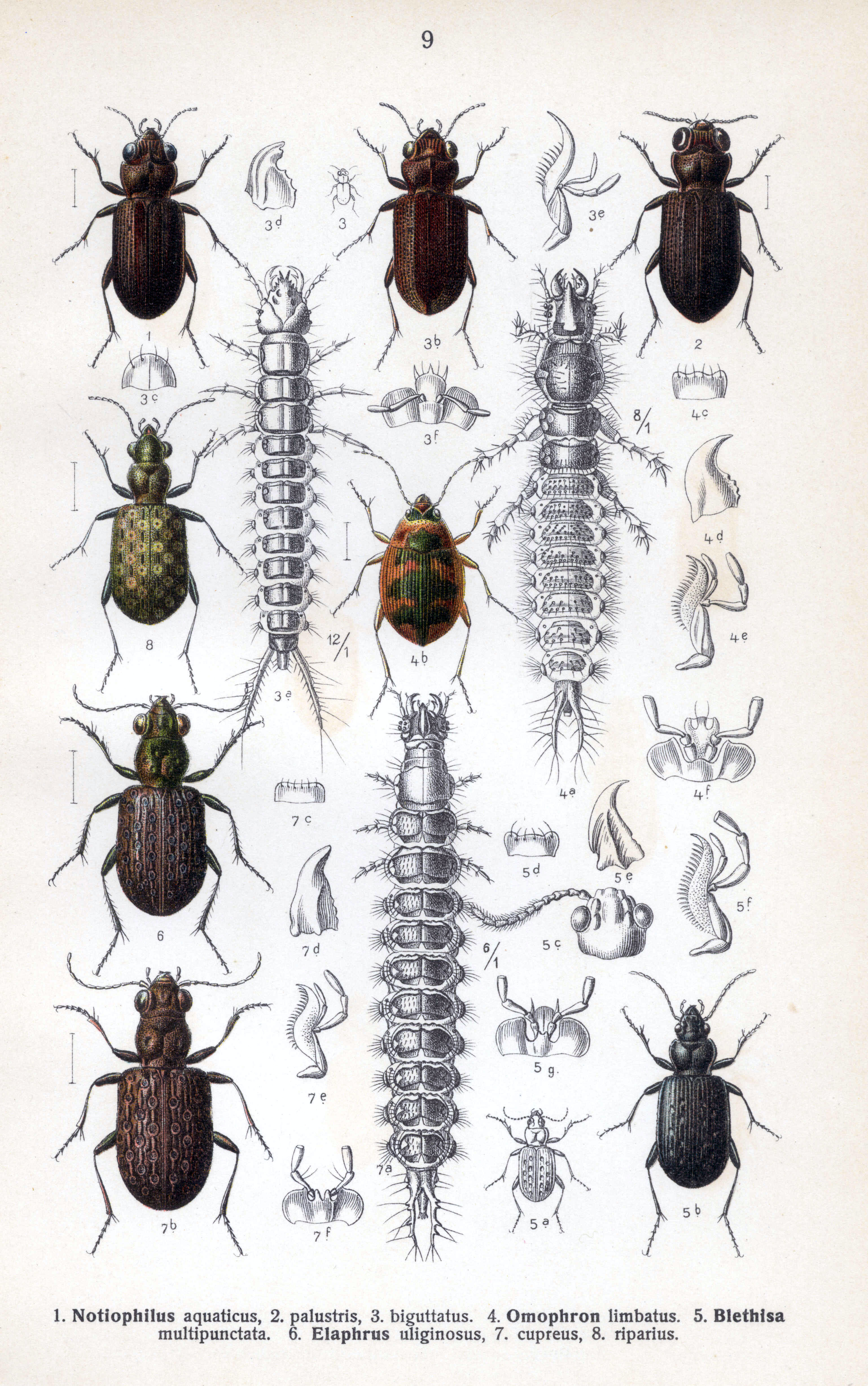